# دهستان وردشت
دهستان وردشت نام دهستانی در بخش وردشت در شهرستان سمیرم، استان اصفهان است.

## جمعیت
براساس سرشماری مرکز آمار ایران در سال ۱۳۹۵، جمعیت آن ۶۱۴۲ نفر (۱۸۱۹ خانوار) بوده‌است.

## مردم
مردم دهستان وردشت از ایل قشقایی هستند و به زبان ترکی قشقایی سخن می گویند.